# Markensignal
Markensignale (im Engl. Brand Signals) entstehen aus der gezielten Kombination mehrerer Markenelemente. Das mediale Markensignal "Printanzeige" beispielsweise besteht meist aus den Markenelementen Name, Logo, Farbe, Form, Schlüsselbild, Schrifttyp und Schlüsselbegriff. Neben den Medien können mit Produkten, Personen und Umfeldern drei weitere Arten von Markensignalen unterschieden werden. Während bei Produkten zum Beispiel die Signalhaftigkeit des Designs eine Rolle spielt, sind es bei Personen hauptsächlich Vertriebsmitarbeiter und Markenfürsprecher. Bei den Medien wiederum sind auch Werbespots und Großplakate bedeutsam und bei Umfeldern vor allem Markenerlebniswelten.

## Typologisierung von Markensignalen
Grundsätzlich können Kilian zufolge vier Arten von Markensignalen unterschieden werden:
- Produkte (inkl. Verpackung): Design, Qualität, Funktionalität, Ergonomie etc.
- Medien: Verpackung, TV-Werbung, Printanzeigen, Außenwerbung, Internetbanner etc.
- Personen: Mitarbeiter (als Markenbotschafter), Testimonials, Charaktere, Kunden, Partner etc.
- Umfelder: Markenparks, Flagship Stores, Markenevents, Messeauftritte etc.

Demgegenüber differenzieren Egner und Hierneis zwischen direkten und indirekten Markensignalen. Zu den direkten Markensignalen zählen sie die Produktverpackung bzw. das Markenlogo. Als indirekte Markensignale wiederum gelten das Umfeld der Produktpräsentation, insbesondere Innenarchitektur, Aufsteller, markentypische Farben, sonstige stilisierte Markenelemente oder Ausschnitte aus Werbedarstellungen.